# Крекінг-установки у Баїя-Бланка
Крекінг-установки у Баїя-Бланка — складові частини нафтохімічного майданчика в аргентинському портовому місті Баїя-Бланка.
Перша установка парового крекінгу в Баїя-Бланка досягла будівельної готовності у 1977 році. Втім, на той час не були готові ані газопереробний завод Хенераль-Даніель-Серрі, котрий мав забезпечувати піролізне виробництво сировиною, ані лінії з виробництва полімерів. Це затримало запуск установки до листопада 1981-го, при цьому лише 90 тисяч тисяч тонн продукованого нею етилену призначались для традиційної лінії поліетилену низької щільності. Більша ж частина продукту — 120 тисяч тонн на рік — надходила на плавучий заводу лінійного поліетилену низької щільності, змонтований на баржі Barcazo. Таке незвичне рішення було викликане саме бажанням максимально пришвидшити запуск комплексу, чому допомогли передові технологічні рішення закордонних компаній.
У 1986 році в Баїя-Бланка стало до ладу виробництво мономеру вінілхлориду потужністю 130 тисяч тонн, що дозволило збільшити потужність піролізної установки на 65 тисяч тонн. Втім, основне розширення комплексу відбулось із приходом в середині 1990-х потужного інвестора — американської компанії Dow Chemical. Це дозволило ввести в експлуатацію у 1997-му другу установку парового крекінгу, річна потужність якої станом на середину 2010-х рахується як 490 тисяч тонн. При цьому потужність майданчику по поліетилену досягла 650 тисяч тонн  (в тому числі 270 тисяч тонн поліетилену високої щільності та 270 тисяч тонн лінійного низької щільності), а по мономеру вінілхлориду — 248 тисяч тонн.
Як сировину обидві установки використовують вилучений із природного газу етан. Окрім зазначеного вище ГПЗ, у 2001 році в Баїя-Бланці з'явився потужний фракціонатор, котрий здійснює розділення суміші зруджених вуглеводневих газів, доправлених по трубопроводу з Лома-ла-Лата.